# 淺蔥色
淺蔥色（日语：浅葱色／あさぎいろ）是日本傳統色系裡的一種藍綠色，得名於淺色的蔥葉。
淺蔥色曾流行於江戶時代的日本，部分從鄉下來到江戶的下級武士，會為了追逐流行而穿著染有此色的衣物。當時就有人用淺蔥裡一詞來揶揄這些武士。新選組的羽織也使用此顏色。
另外，在日語中也可能指淺黃色。